# Cathédrale Notre-Dame de Tournai
Cette  cathédrale n’est pas la seule cathédrale Notre-Dame.
La cathédrale Notre-Dame de Tournai est un édifice religieux catholique sis au cœur du centre historique de la ville de Tournai, en Belgique. Elle est le siège du diocèse de Tournai et le seul bâtiment de culte belge construit dès l’origine comme cathédrale. Chef-d'œuvre du gothique scaldien, ce monument est, par l'alliance harmonieuse des styles roman et gothique, par sa taille et son architecture caractéristique, un des témoins les plus impressionnants de l'art d'Occident. Elle fait partie du patrimoine majeur de Wallonie et est classée depuis l'an 2000 au patrimoine mondial de l'UNESCO.

## Cadre territorial et environnemental
Située sur une légère élévation en bordure de l’Escaut, au cœur du centre historique de Tournai, la cathédrale repose sur un sol meuble et humide, ce qui expose ses fondations à des risques de remontées capillaires. Ce contexte géologique particulier, conjugué à un climat régional marqué par une forte humidité et des variations thermiques modérées, accentue les phénomènes de dégradation des matériaux de construction tels que la pierre bleue (érosion, fissuration), les couvertures métalliques (infiltrations), et les parements en pierre (colonisation biologique).
La proximité immédiate d’autres monuments classés (beffroi, hôtel de ville, Pont des Trous), la densité du tissu urbain médiéval et le fort afflux touristique contribuent à une pression urbaine constante (pollution atmosphérique, vibrations mécaniques, contraintes d’accessibilité).

## Histoire
Trois cathédrales se sont succédé sur le site de la cathédrale Notre-Dame de Tournai. C'est au Ve siècle qu'une première cathédrale fut édifiée sous l'égide d'Éleuthère de Tournai, un des premiers évêques de la ville.
En 532, saint Médard, quatorzième évêque de Noyon qui, en 531, avait déplacé son siège épiscopal de Saint-Quentin à Noyon, fut élu évêque de Tournai. Il unit ainsi les deux diocèses qui le resteront jusqu'en 1146, lorsque le pape Eugène III les sépara de nouveau.
Du IXe au XIe siècle, on procéda à l'édification d'un nouveau sanctuaire, qui fut incendié à deux reprises, en 881 et 1066, et chaque fois restauré. En 1092 est fondée l'abbaye Saint-Martin de Tournai. C'est aussi une année où prit fin une « grande peste ». En commémoration de cet événement s'établit la tradition de la « Grande Procession », qui a toujours lieu chaque deuxième dimanche de septembre.
Au début du XIIe siècle, le développement du culte de Notre-Dame, la prospérité de la ville, et peut-être le désir de hâter la séparation des diocèses de Tournai et Noyon, poussèrent à la construction de l'actuelle cathédrale, la troisième. La construction se fit suivant une progression d’ouest en est, de la nef vers le chœur. Les charpentes furent réalisées de 1142 à 1150.
En 1146, l'évêché de Tournai fut séparé de celui de Noyon par décision du pape Eugène III.

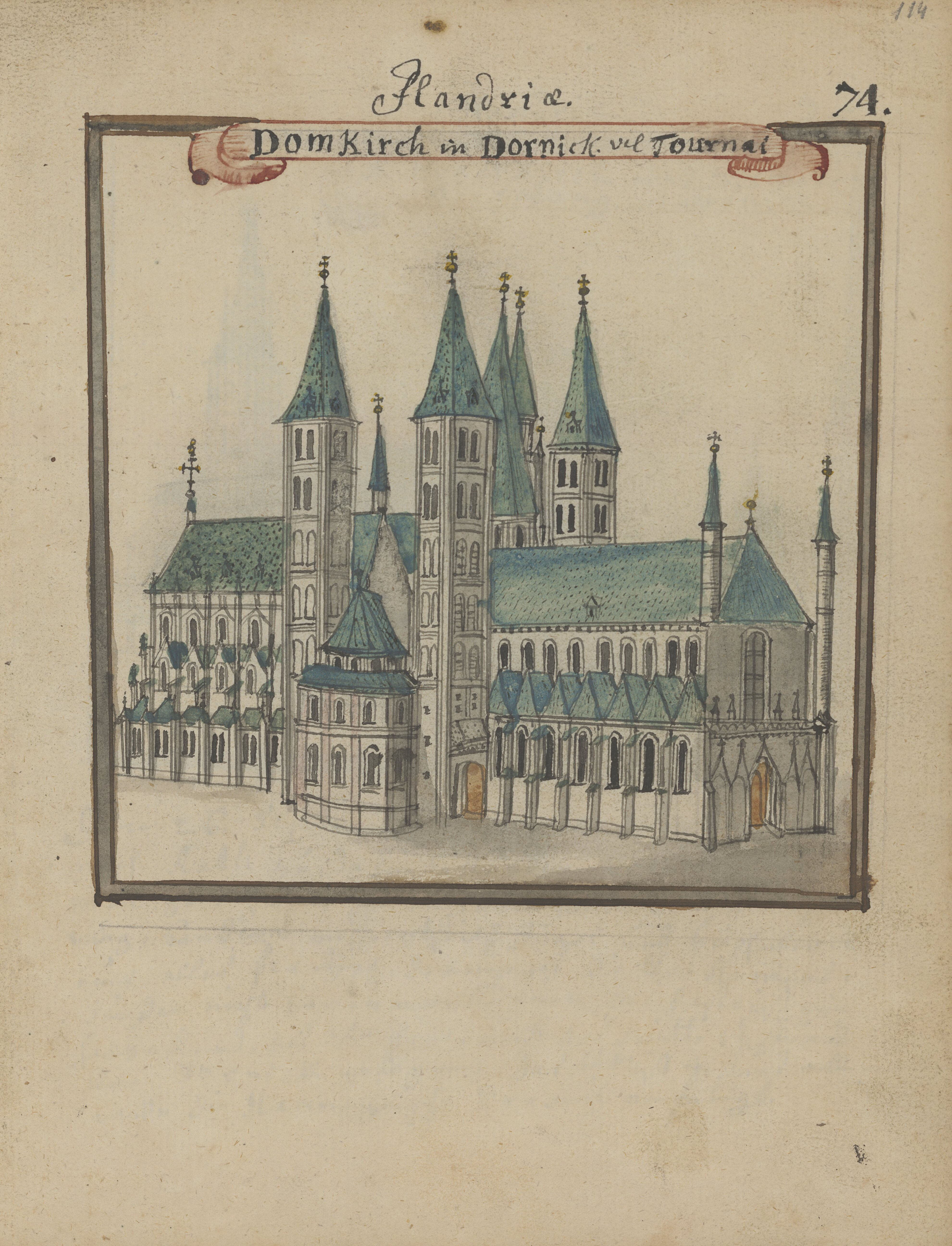
Vue de la cathédrale de Tournai, par Friedrich Bernhard Werner (1770).

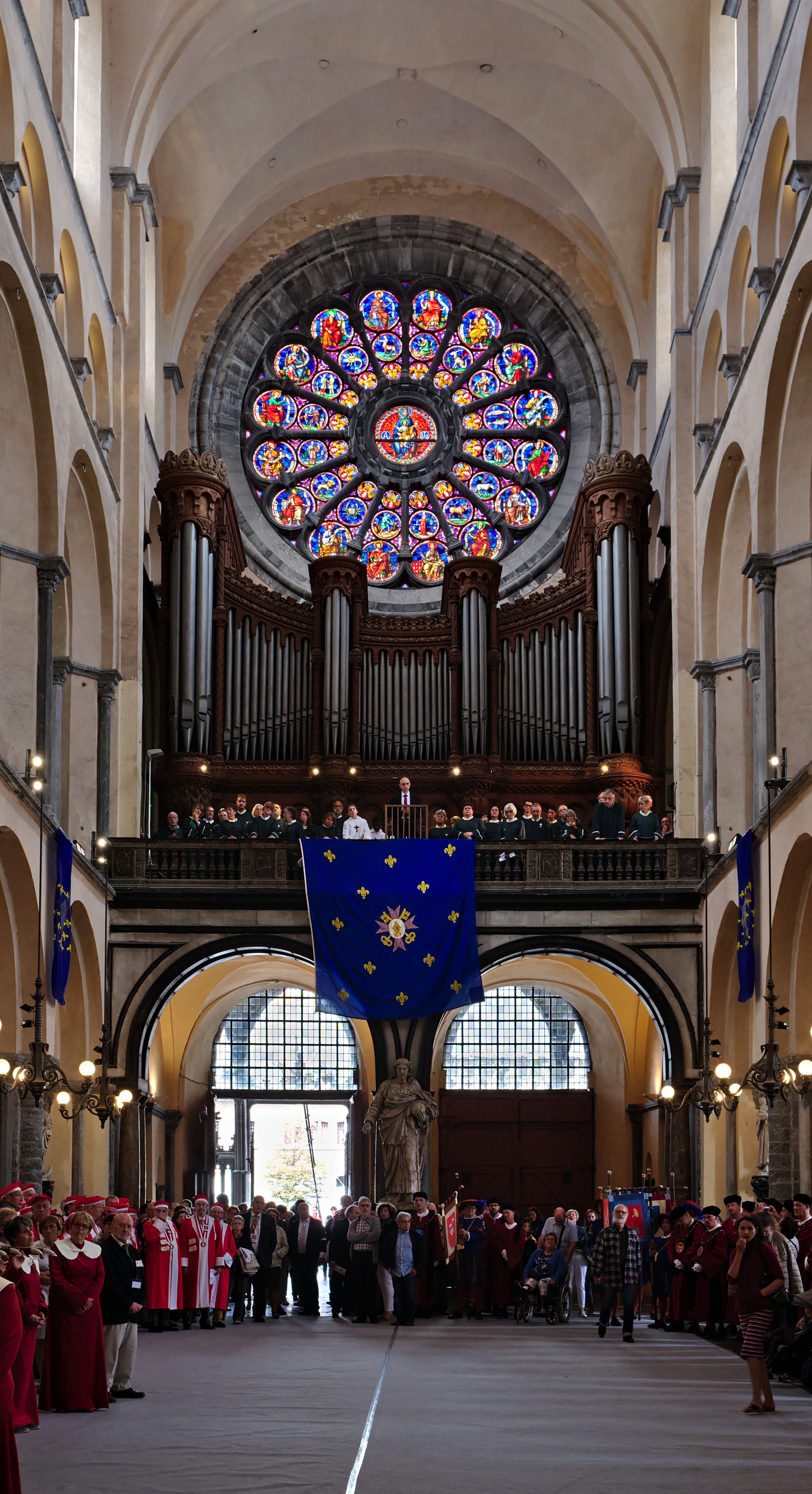
Rentrée de la grande procession.

Le nouvel édifice de style roman fut consacré le 9 mai 1171 : il en reste encore la plus grande partie.
C'est au début du XIIIe siècle que débuta la voûtaison du transept, sous l'impulsion de l'évêque Étienne. Cette phase fut suivie de l'achèvement de la tour-lanterne et des quatre autres tours.
En 1243, cependant, l'évêque Gauthier de Marvis entreprit la reconstruction du chœur. On procéda à la démolition de l'ancien chœur roman pour faire place au chœur gothique actuel, construit en style rayonnant. En 1255 eut lieu la dédicace de ce nouveau chœur, directement inspiré de ceux d'Amiens et de Soissons. De taille impressionnante, sa longueur équivaut à celle de la nef et du transept romans réunis.
Au début du XIVe siècle, on procéda à l'adjonction du porche occidental, également de style gothique. 
Le 23 août 1566, la cathédrale fut mise à sac par les iconoclastes, qui détruisirent la plus grande partie de son décor médiéval. À la fin du XVIIIe siècle, la Révolution française s'en prit à son tour à tout le mobilier intérieur : aux autels, aux marbres, aux cloches, aux stalles. Après la réouverture au culte à la suite du concordat de 1801, une décoration digne de la splendeur du sanctuaire fut peu à peu reconstituée ou recréée. Deux évêques du XIXe siècle y contribuèrent surtout : Mgr François-Joseph Hirn parvint à récupérer nombre d'œuvres d'art en provenance d'abbayes supprimées ou démantelées, comme le pavement du chœur et l'autel de l'abbatiale de l'abbaye Saint-Martin, tandis que Mgr Gaspard-Joseph Labis mit en route une grande restauration qui dura plus de quarante ans.
La Seconde Guerre mondiale causa également d'importants dommages. La ville de Tournai fut victime d'un intense bombardement allemand en mai 1940. La riche chapelle-paroisse Notre-Dame, de style gothique, qui datait du début du XVIe siècle et qui longeait tout le bas-côté nord de la nef romane, fut anéantie.

### Quelques dates

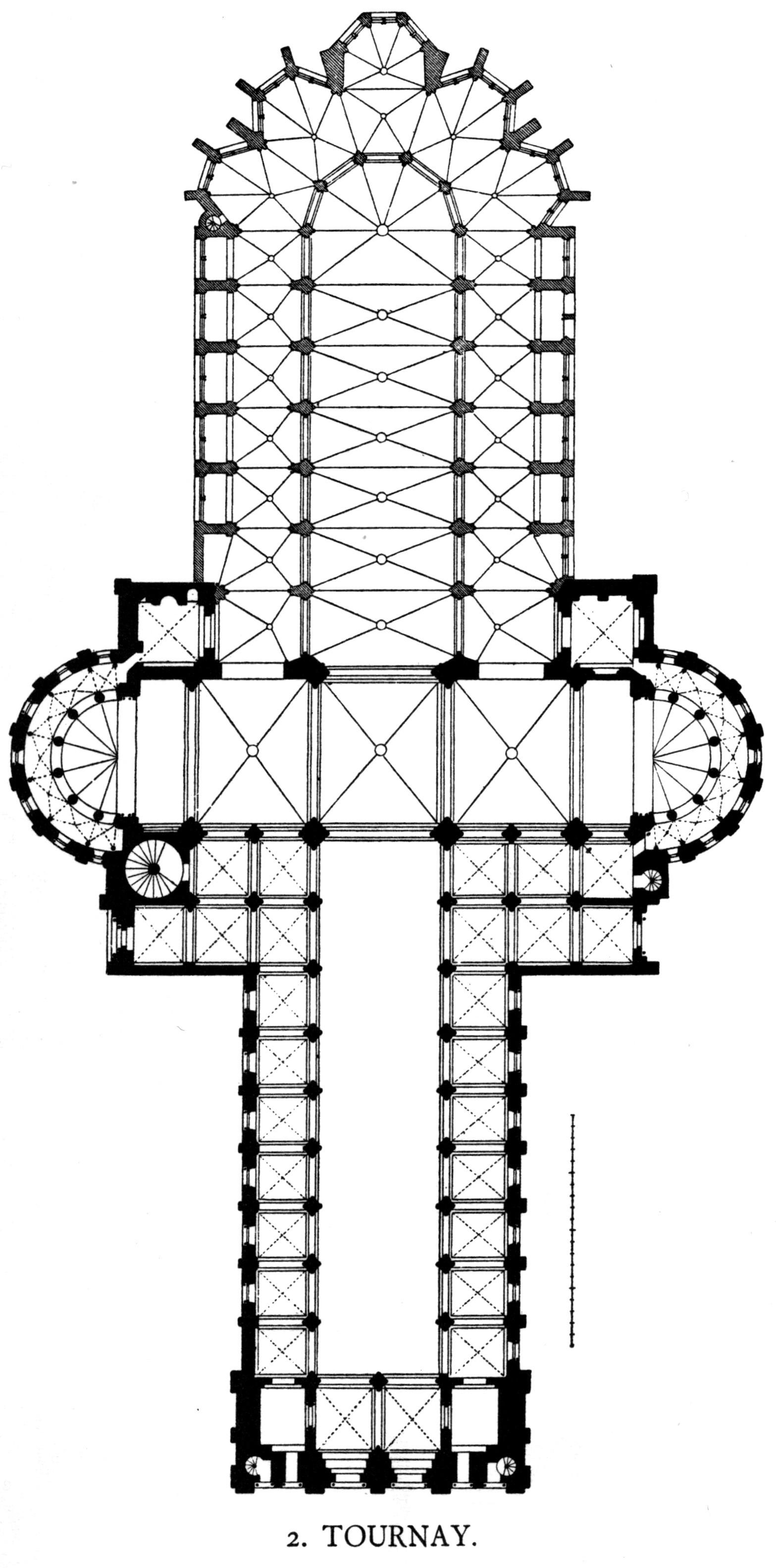
Plan de la cathédrale de Tournai

- Ve siècle : édification d’une première cathédrale sous l’égide de saint Éleuthère, évêque de Tournai ;
- IXe – XIe siècles : reconstruction de l’édifice, incendié à deux reprises (881 et 1066) et restauré ;
- 1092 : fondation de l’abbaye Saint-Martin de Tournai et fin de la “grande peste”, commémorée par la Grande Procession, qui sort chaque année le 2e dimanche de septembre ;
- XIIe siècle : début de la construction de la cathédrale actuelle suivant une progression d’ouest en est, de la nef au chœur.
- 1142-1150 : réalisation des charpentes ;
- 1146 : séparation de l’évêché de Tournai de celui de Noyon ;
- 1171 : dédicace de la cathédrale à Notre-Dame ;
- Début XIIIe : début de la voûtaison du transept sous l’impulsion de l’évêque Étienne, suivie de l’achèvement de la tour-lanterne et des quatre clochers ;
- 1243-1255 : Gauthier de Marvis entreprend la reconstruction du chœur, qui mélange désormais styles roman et gothique ;
- 1255 : dédicace du chœur gothique ;
- Début XIVe : adjonction du porche occidental.

### Restauration
La tornade du 14 août 1999 révéla la fragilité structurelle de la cathédrale. Après des mesures visant à sa stabilisation, la ville de Tournai, Ideta, la Province de Hainaut et l'Évêché ont établi ensemble un projet de revitalisation de l'édifice et de son quartier afin de redéployer économiquement la Cité des Cinq Clochers grâce à ses atouts culturels et patrimoniaux.

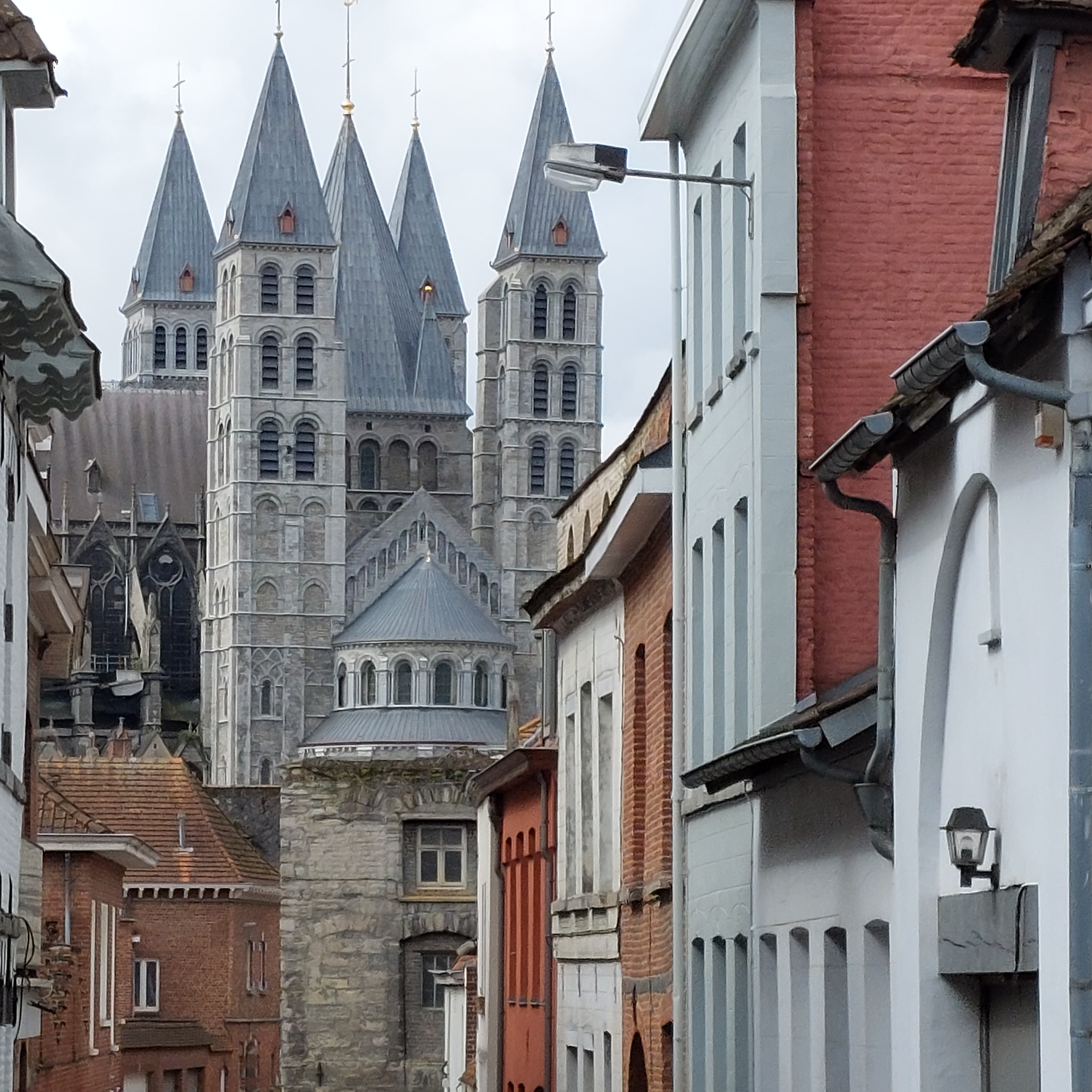
Le transept restauré, en 2024.

Le 14 août 1999, une violente tornade cause d'importants dégâts matériels à la cathédrale Notre-Dame, révélant un déséquilibre dont souffrait l'édifice et particulièrement la tour Brunin située au nord-ouest de la croisée du transept. Dès l'année 2000, on procéda à des travaux d'urgence mais provisoires, afin de soutenir le chœur gothique et de renforcer les contreforts de la tour afin de la stabiliser. Étant donné l'ampleur des travaux à réaliser, la Province de Hainaut décida de créer la Fondation Cathédrale Notre-Dame, afin de récolter les fonds nécessaires à une grande restauration,.
En janvier 2006, une équipe de spécialistes en restauration a remis un schéma directeur de restauration à la Région Wallonne. Ce schéma directeur devrait permettre de prendre des décisions optimales pour le devenir culturel et touristique de ce grand monument, tout en lui assurant une bonne rentabilité économique à long terme. Une longue restauration débute, qui devrait durer des années, voire plusieurs décennies. Ce chantier ne doit cependant pas être considéré comme un grand malheur. Historiquement en effet, presque toutes les cathédrales ont parfaitement fonctionné en même temps que l'on procédait à de grands travaux de construction, de reconstruction, de modernisation et d'adaptations importantes. C'est aussi l'occasion de mener des fouilles archéologiques, qui permettront de mieux comprendre l'histoire du bâtiment depuis la fin de l'Antiquité jusqu'à la construction de l'actuelle cathédrale. Bien sûr, il faudra veiller à assurer le maintien du culte dans des conditions optimales, ainsi que l'accès de l'édifice au public, fidèles ou visiteurs. 
Le projet de restauration est coordonné par l’architecte Vincent Brunelle, mandaté à la suite d’un appel d’offres européen. Il mobilise une équipe pluridisciplinaire (architectes, ingénieurs, restaurateurs, archéologues) sous la supervision d’un comité de pilotage rassemblant la Région wallonne, la Ville de Tournai, la Province de Hainaut, l’Évêché, ainsi que des experts de l’ICOMOS et de l’UNESCO.
Les interventions suivent les principes de restauration définis par la Charte de Venise : réversibilité, lisibilité, compatibilité des matériaux et minimalisme d’intervention. Les voûtes, portails romans, vitraux, peintures murales et couvertures ont fait l’objet d’opérations ciblées fondées sur une documentation rigoureuse.
Les travaux progressent. En 2011, l'état d'avancement est le suivant : la tour Brunin qui présentait un déport d'environ 80 cm entre la base et le sommet et s'inclinait donc dangereusement a été stabilisée, la couverture de la nef romane a été totalement refaite par la pose de tables de plomb comme au Moyen Âge, les murs de la nef romane sont nettoyés, rejointoyés et les pierres en mauvais état sont remplacées par d'autres taillées sur place, on reconstruit l'escalier de la porte Mantille avec ses propres pierres qui avaient été, au préalable, numérotées. À l'intérieur les œuvres d'art (tableaux, statues...) ont été enlevées et sont conservées momentanément à l'abri des vibrations et de la poussière, l'ambon ou jubé a été enfermé dans une gaine de bois et n'est pour le moment plus visible, il en est de même pour la chaire de vérité et l'orgue, la toiture de la chapelle dédiée à Saint Louis (sur le versant sud) a été recouverte de tuiles vernissées multicolores comparables à celles d'origine.

#### Gestion patrimoniale et protection
Depuis 2011, un plan de gestion spécifique encadre toutes les interventions sur la cathédrale, conformément aux exigences de l’UNESCO. Il implique un comité scientifique, un comité de gestion, le SPW Patrimoine (Service public de Wallonie), la Ville de Tournai et la cellule UNESCO régionale.
Toute intervention, même à proximité, doit faire l’objet d’une étude d’impact patrimonial et être validée par les instances concernées. Ces exigences garantissent la préservation de la valeur universelle exceptionnelle (VUE) du site, notamment sa co-visibilité avec les autres monuments de la ville et l’intégrité de son tissu bâti.

#### Valorisation et médiation culturelle
Tout au long des travaux, la cathédrale reste partiellement accessible au public grâce à des dispositifs spécifiques. Un programme de médiation accompagne le chantier : visites guidées, expositions pédagogiques, panneaux explicatifs et projection du documentaire De la pierre au ciel.
En 2023, le projet d'une passerelle contemporaine a été pensé pour relier le Carré Janson à la galerie nord de la nef. Conçue dans le respect du bâti ancien, cette passerelle repose sur des appuis réversibles et se distingue par son plancher en métal perforé et ses garde-corps. Elle réactive symboliquement un ancien passage disparu entre la cathédrale et l’Hôtel des Anciens Prêtres.

## Description

### Extérieur

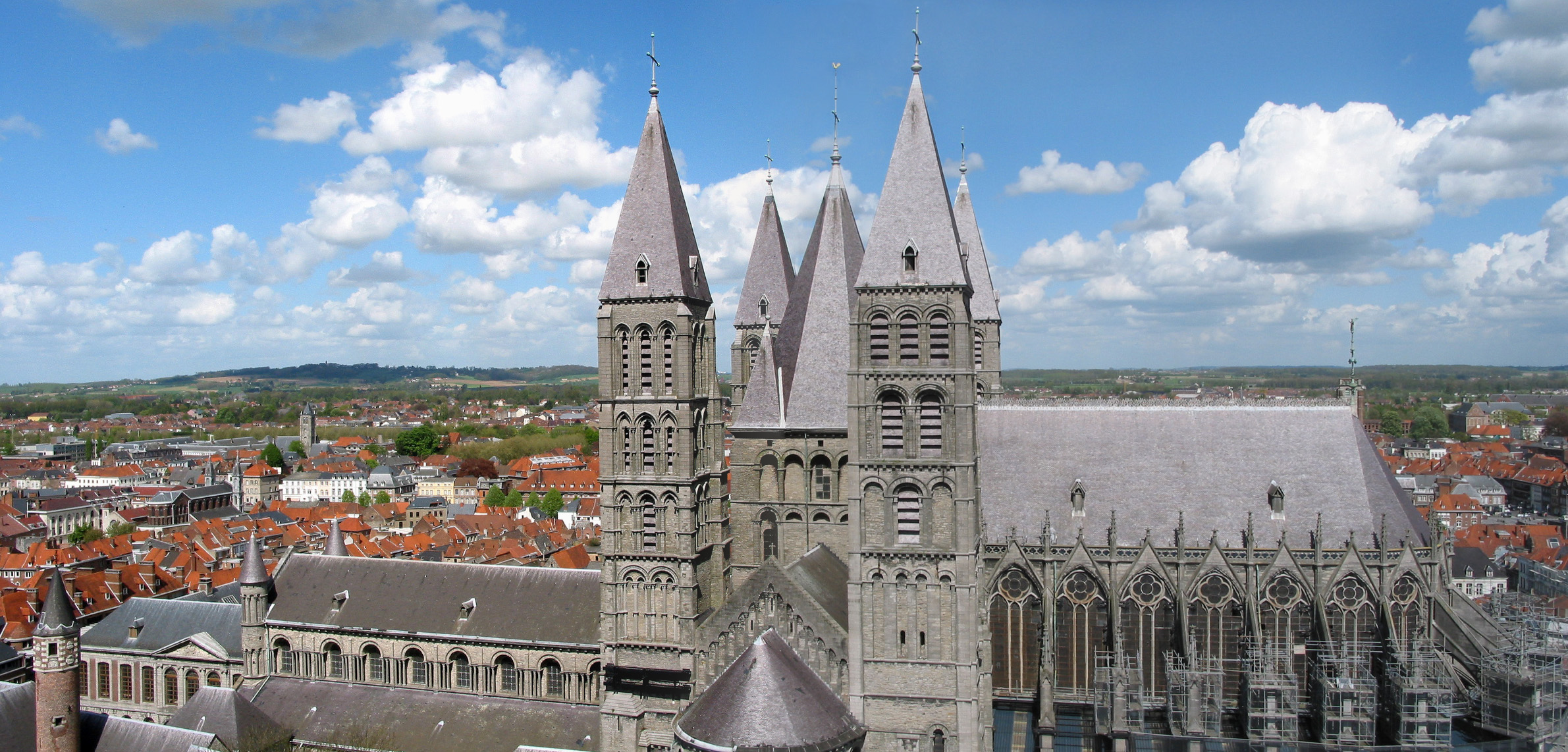
Vue générale de la cathédrale en direction du nord. À droite (à l'est) : le chœur gothique. On remarque l'importance des verrières du clair étage (19 énormes fenêtres). Le faîte du toit atteint près de 50 mètres.

#### Les tours
Cinq hautes tours romanes surplombent Notre-Dame de Tournai. Elles sont à peu près d'égale hauteur : 83 mètres. Ces tours, qui couronnent la croisée du transept, annoncent déjà l'art gothique et donnent à la cathédrale une majesté tout à fait exceptionnelle.
La croisée du transept est surmontée d'une imposante tour-lanterne carrée. Pour supporter son poids, quatre énormes piliers la soutiennent, encadrant la croisée. Cette tour est coiffée d'un toit pyramidal octogonal orné de quatre pyramidions disposés aux quatre angles du toit.

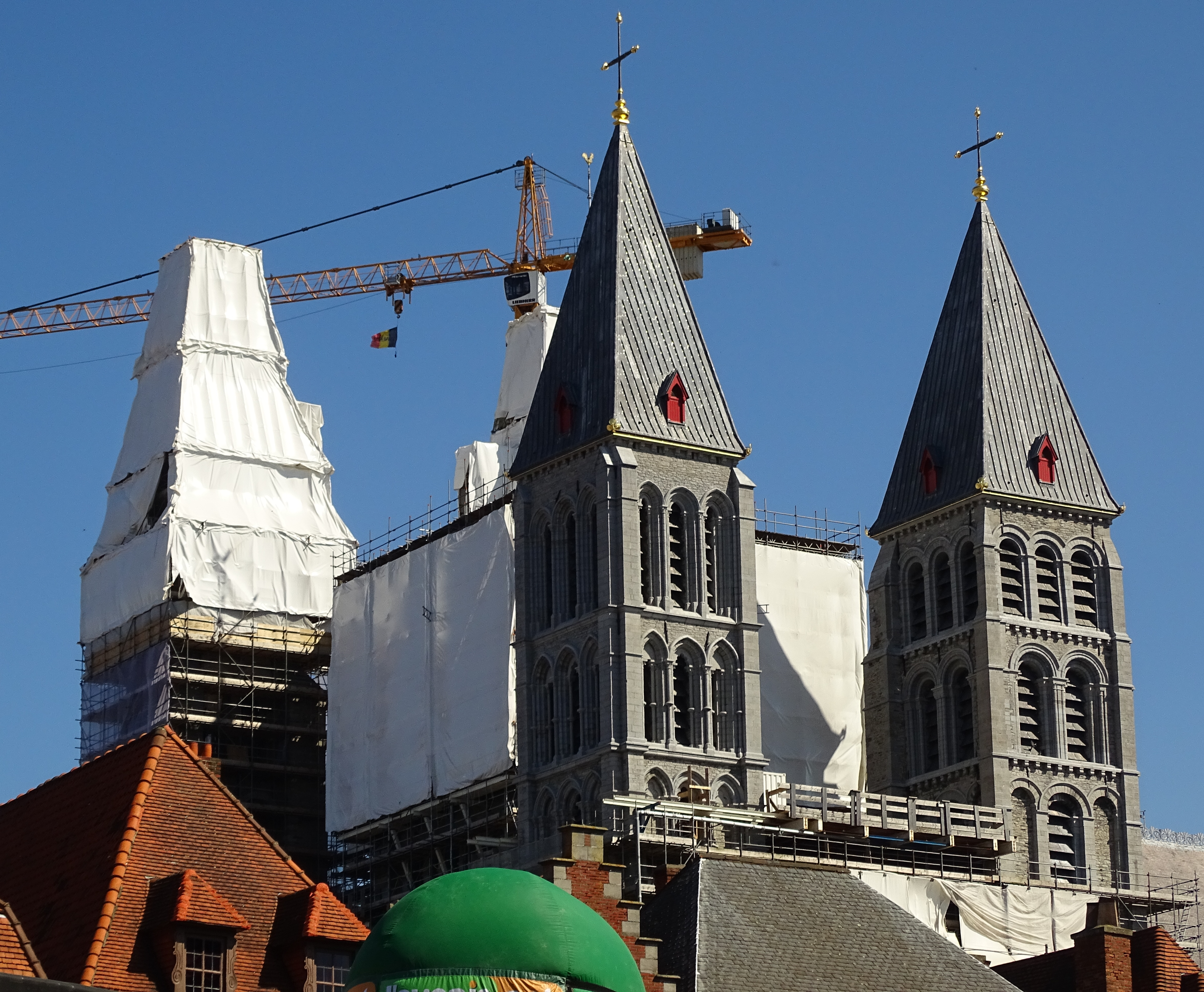
Restauration des tours, en 2016.

Cette robuste tour centrale est flanquée de quatre autres tours de même hauteur, disposées aux quatre angles formés par le croisement des deux vaisseaux, c'est-à-dire de part et d'autre de la naissance des deux croisillons ou bras du transept. Ceci donne à la cathédrale la forme très rare de croix potencée. Ces quatre tours majestueuses, de forme très élancée, sont, comme la tour-lanterne, surmontées d'un toit pyramidal, mais à quatre pans cette fois.
À l'est, du côté du chœur, se trouvent la tour Saint-Jean et la tour Marie. Cette dernière est ainsi nommée parce qu'elle héberge le bourdon de la cathédrale, appelé Marie-Pontoise. Ces deux tours sont purement romanes, à l'inverse des tours occidentales, ce qui implique qu'elles furent terminées avant ces dernières.
À l'ouest, du côté de la nef, se dressent les tours Brunin (au nord) et de la Treille (au sud). Ces deux tours, romanes elles aussi, ont néanmoins des baies supérieures gothiques. La tour Brunin donne accès à l'ancienne prison du Chapitre. Elle aurait hérité du nom du premier occupant de cette dernière. La tour de la Treille évoquerait la fabrication du vin qui se faisait à sa base.

### Intérieur

#### La nef romane

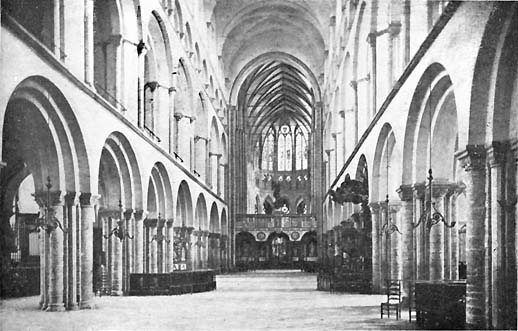
La nef romane en direction de l'est, avec ses colonnes massives. Au fond, le jubé, puis le chœur, dont on aperçoit les voûtes gothiques. Photographie de 1909.

La nef romane, avec l'amorce de deux tours en façade, ses bas-côtés et ses tribunes, est la partie la plus ancienne de l'édifice ; on la date aujourd'hui de la fin du XIe siècle ou de la première partie du XIIe siècle. À l'exemple des grandes églises anglo-normandes, elle se caractérise par son élévation à quatre étages : rez-de-chaussée, tribunes, triforium aveugle, clair étage. Seules les voûtes des bas-côtés sont d'époque ; celles des tribunes datent du XVIIe siècle, celle de la nef a remplacé un grand plafond plat au XVIIIe siècle. Il est impossible de ne pas être frappé par l'ampleur de cette partie du monument comme par ses proportions harmonieuses et son ordonnance originale ; son décor sculpté, un des plus riches de Belgique, retient aussi l'attention de tous les amateurs d'art qui admirent la beauté des portes « Mantile » et « du Capitole » ainsi que les centaines de chapiteaux différents qui ornent les colonnes de l'édifice. Ceux-ci sont dotés de motifs végétaux, ou d'une décoration animale voire humaine. Ils étaient, au départ, tous polychromes. L'ensemble de la nef était à l'époque peint de couleurs vives. Des traces de couleurs sont d'ailleurs encore visibles en de nombreux endroits.
On remarque l'importante épaisseur des murs qui entourent le narthex. À cet endroit en effet, le projet primitif prévoyait deux tours. Plus tardivement on leur préféra l'ensemble de quatre tours qui forment couronne autour de la tour-lanterne centrale qui surplombe la croisée du transept.

#### Le transept

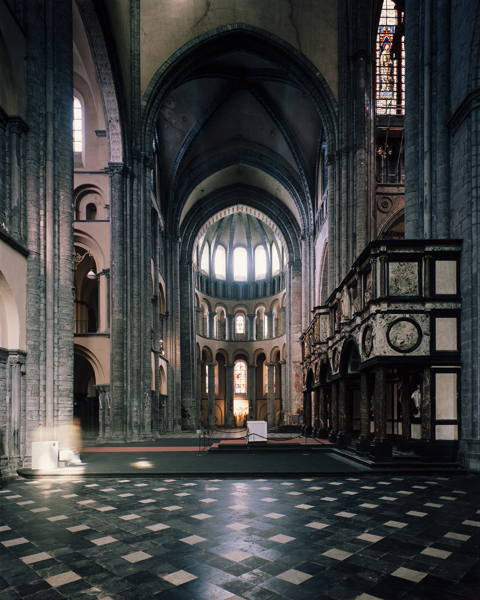
Croisée du transept, depuis le sud, en 2017. À gauche, la nef. À droite, le jubé et le chœur. Au fond, le bras nord du transept.

Le transept, sans avoir l'unité et l'harmonie de la nef, impressionne par ses proportions ; il est long de 67 mètres, large de 14 mètres (autant que le transept gothique de Notre-Dame de Paris), et la clef de voûte de sa tour-lanterne s'élève à près de 50 mètres du sol. 
Cette partie de la cathédrale, probablement commencée en même temps que la nef, a été remaniée dans la seconde partie du XIIe siècle : on a voulu construire plus haut et l'on a terminé les bras du transept par une abside circulaire qui atteste l'influence française.
À lui seul, ce transept est une église dans l'ensemble de la cathédrale.

#### Le chœur gothique

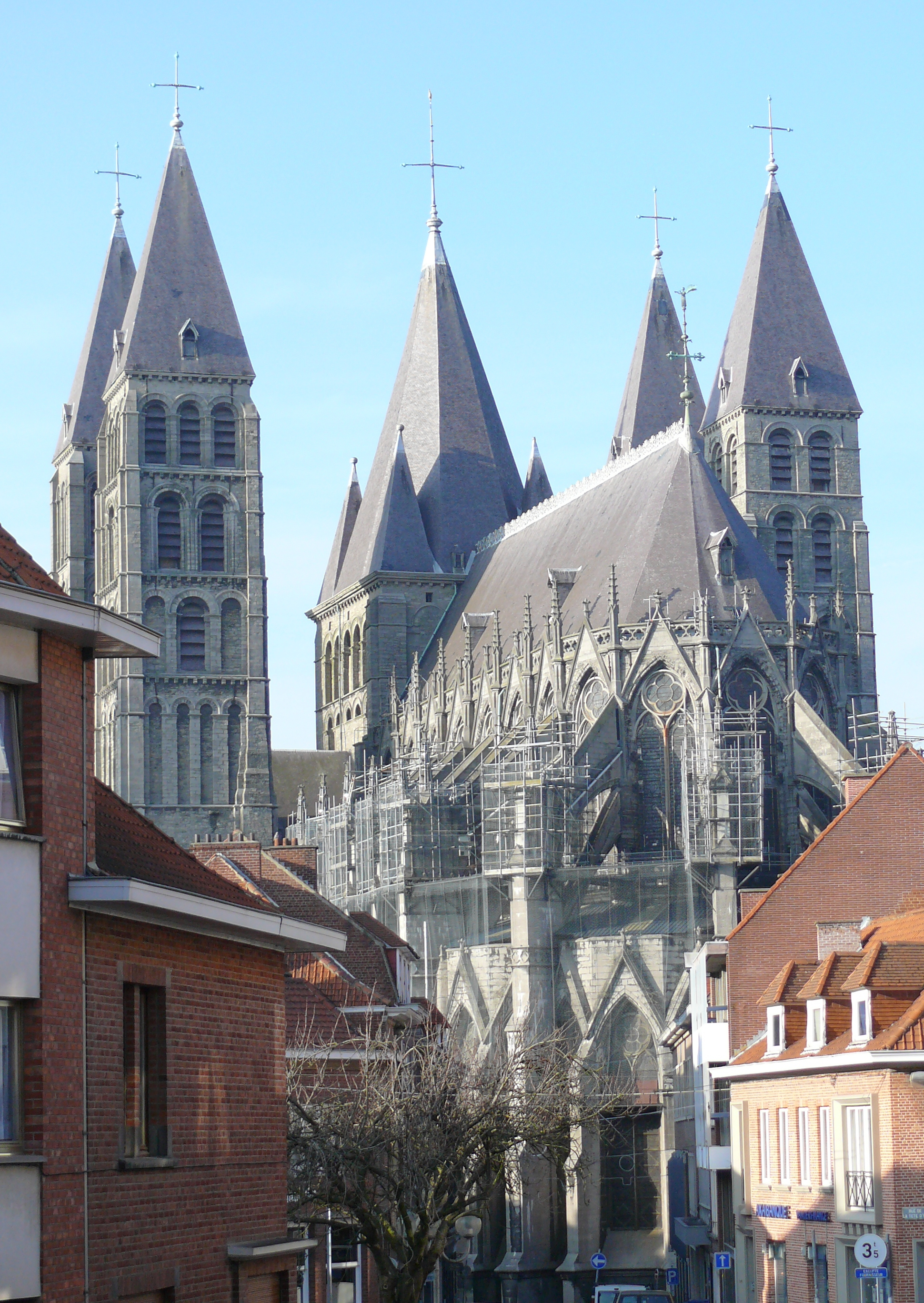
Restauration du chœur, en 2011.

Le chœur de la cathédrale peut être qualifié de gigantesque. Il faut savoir qu'à l'époque de sa construction, le diocèse de Tournai était très étendu et très peuplé, et englobait une bonne partie du comté de Flandre dont les villes de Bruges, Gand et de Lille, ce qui justifiait une cathédrale gothique vaste et majestueuse. Tournai fut ainsi pendant des siècles la capitale religieuse de la Flandre.
Le chœur gothique, d'une longueur totale de 58 mètres, comporte six travées rectangulaires, et se termine par une profonde abside à sept pans. Sa hauteur et sa grande luminosité sont surprenantes pour un édifice du début du XIIIe siècle. Il comporte une élévation à trois étages : les grandes arcades du rez-de-chaussée, le triforium muni de baies composées de deux lancettes jumelées, et les fenêtres hautes du clair étage, au nombre de 19. Comme celui de la cathédrale de Cologne, le style du chœur est inspiré de celui de la cathédrale d'Amiens, mais également de celui de la cathédrale de Soissons.
Le vaisseau central du chœur, ou chœur proprement dit, est entouré d'un large déambulatoire, - appelé carolles dans la région -, sur lequel s'ouvrent une série de chapelles. Outre les cinq chapelles rayonnantes de l'abside, on trouve cinq chapelles au nord, approfondies au XVIe siècle, et cinq autres au sud. Ces dernières sont flanquées plus au sud, de l'actuelle chapelle de prière et de la salle du trésor. La chapelle axiale de l'abside est appelée chapelle Notre-Dame Flamande. Avant la révolution française, toutes ces chapelles étaient richement décorées d'autels et, tout comme le chœur lui-même, de belles clôtures de marbre.

#### Le jubé ou ambon

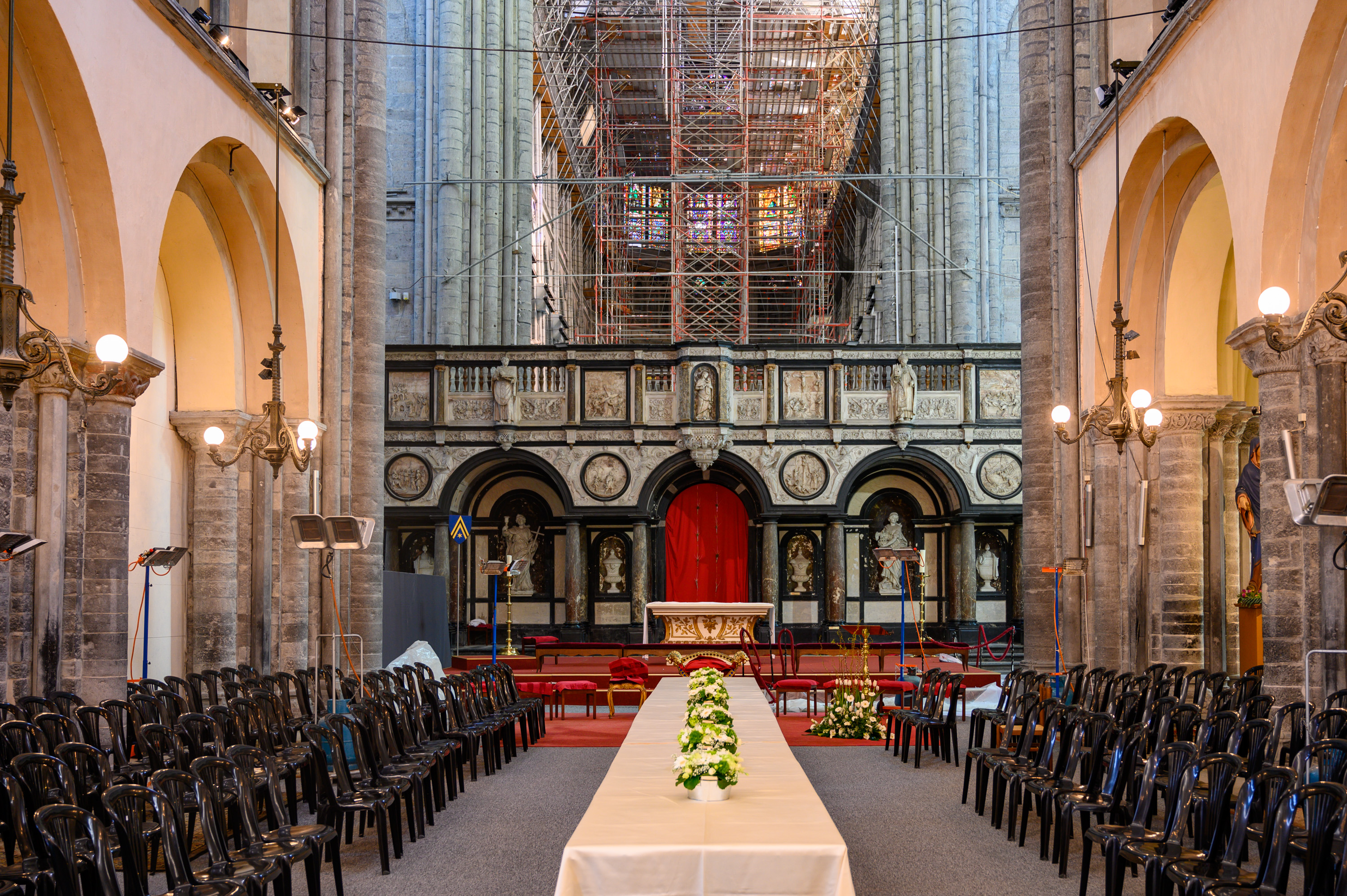
Le jubé, devant le choeur, en 2019, durant les travaux de restauration.

À l'entrée du chœur gothique, le jubé crée non seulement une séparation entre les parties romanes et gothiques de la cathédrale, mais il sépare aussi la partie du sanctuaire réservée au clergé de celle réservée aux fidèles dans l'église.
Les jubés, appelés aussi ambons ou chancels, remontent aux premiers siècles chrétiens. Au début, ils n'étaient qu'une sorte de barrière. À partir du VIIe siècle, ils se doublent de chaires pour la lectures des textes sacrés et de tribunes pour les chantres. Le mot jubé provient de la formule latine Jube Domine benedicere (« Veuillez, Seigneur, me bénir ») prononcée le clerc qui demande la bénédiction de l'évêque avant de monter à la tribune.
Les jubés se sont transformés progressivement en cloisons, derrière lesquelles se célébrait en latin une liturgie que beaucoup de fidèles ne comprennent plus et à laquelle ils se sentent étrangers. Cette situation érodait les convictions et la piété des fidèles. Il est dès lors fort compréhensible que les nouveaux mouvements réformateurs et contestataires du XVIe siècle (protestantisme), désireux de renouer avec la foi authentique des premiers chrétiens, leur déclarent la guerre. Ainsi le jubé gothique de la cathédrale de Tournai fut-il abattu par les iconoclastes en 1566.

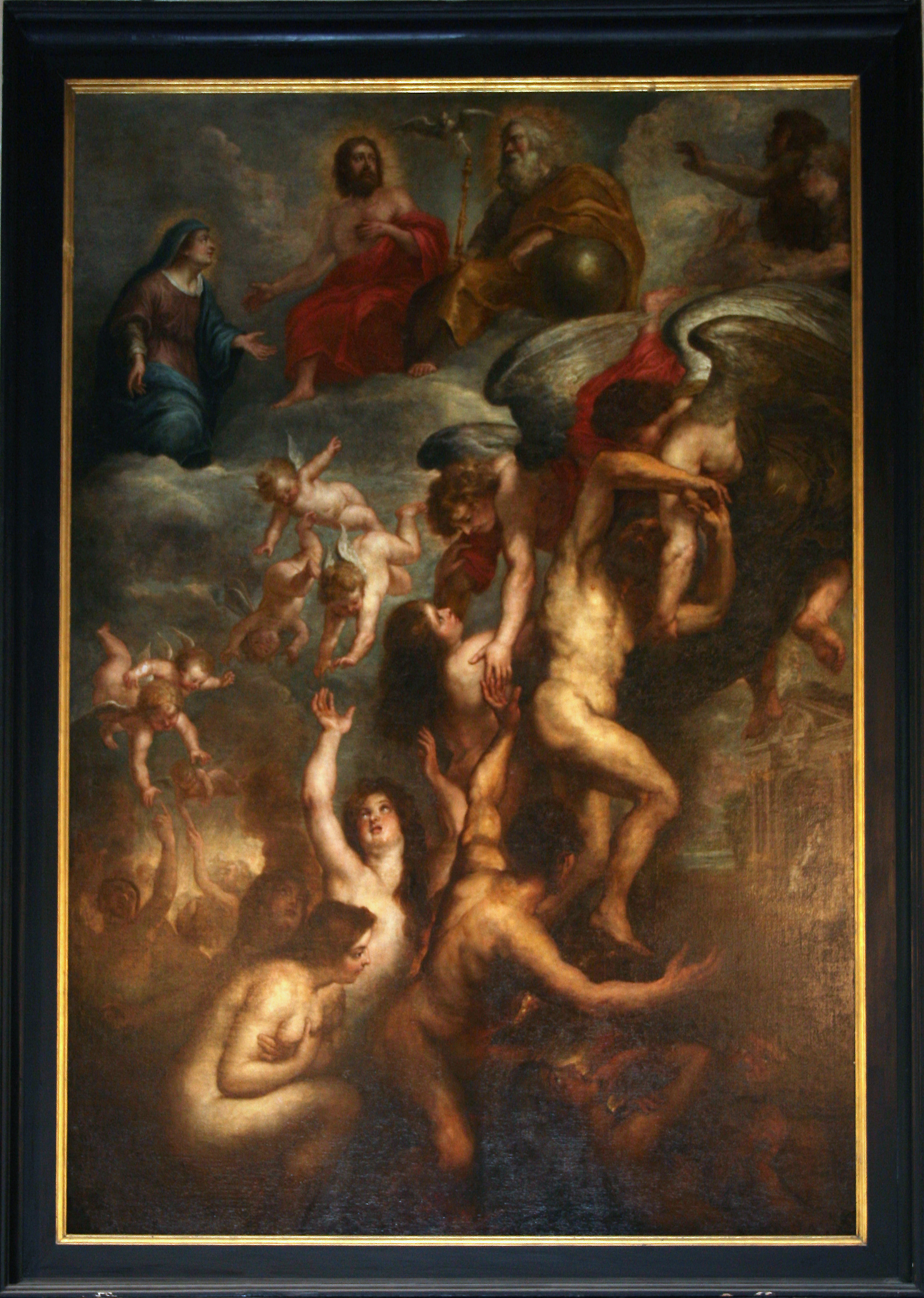
La Délivrance des âmes du purgatoire, par Pierre Paul Rubens (1635).

Quelques années plus tard, les troubles s'étant apaisés, le chapitre des chanoines fit reconstruire ce jubé par le sculpteur Corneille Floris de Vriendt dans un style nouveau. Celui-ci s'inspira de la tradition des arcs de triomphe romains à la mode à cette époque de la Renaissance. L'influence italienne y est évidente par le type de matériaux utilisés, les différentes teintes et les formes des personnages en stuc.
Le nouveau jubé, terminé en 1572, est constitué de trois arcades en plein cintre posées sur des colonnes doriques en marbre rouge et des chapiteaux noirs. Il comporte trois belles statues d'albâtre : une Vierge à l'Enfant occupe le centre et est entourée de saint Piat, premier évangélisateur de Tournai, et de saint Éleuthère, un des premiers évêques de la ville.
À cette époque, le Concile de Trente (1545-1563) avait recommandé que le peuple soit encouragé à participer à la liturgie en assistant directement au déroulement des offices. La plupart des jubés qui constituaient une barrière entre les fidèles et le clergé officiant furent dès lors détruits ou déplacés au XVIIe siècle. À Tournai, le jubé fut maintenu parce que les fidèles avaient déjà la possibilité de participer à la liturgie dans la chapelle Notre-Dame, aujourd'hui disparue, qui s'élevait le long du collatéral nord de la cathédrale, et que les offices religieux y étaient bien visibles.

### Dimensions
- Longueur totale : 134 m (même longueur que les cathédrales de Spire et de Salisbury, la longueur de Notre-Dame de Paris étant de 127 m) ;
- Longueur du chœur y compris collatéral et chapelle axiale : 58 m (contre 38 m à Paris et 64 à Amiens) ;
- Longueur du chœur proprement dit, sans collatéral ni chapelle axiale : 45 m (soit plus que les 42 m d'Amiens) ;
- Longueur du transept : 67 m (48 m pour Notre-Dame de Paris) ;
- Largeur du transept : 14 m (même largeur qu'à Notre-Dame de Paris) ;
- Longueur de la nef : 48 m ;
- Largeur de la nef sans collatéraux : 11 m ;
- Largeur de la nef avec collatéraux : 20 m ;
- Largeur du chœur sans collatéraux : 12,6 m (contre 14,6 à Amiens) ;
- Hauteur des tours : 83 m (contre 69 m à Paris) ;
- Hauteur de la voûte sous la tour lanterne : 50 m (la hauteur intérieure maximale de la cathédrale) ;
- Hauteur de la nef romane : 26 m ;
- Hauteur du chœur gothique : 36 m (contre 33,5 m pour Notre-Dame de Paris, 42,3 pour Notre-Dame d'Amiens et 48,5 pour la Cathédrale Saint-Pierre de Beauvais).

### Salle du trésor
La salle du trésor abrite une collection remarquable d'œuvres « prestigieuses par leur ancienneté, leur beauté, leur qualité, leur rang dans l'histoire de l'art en Belgique et en Europe, par la place qu'elles occupent, depuis des siècles, dans l'histoire de Tournai. »

#### Châsse de Notre-Dame

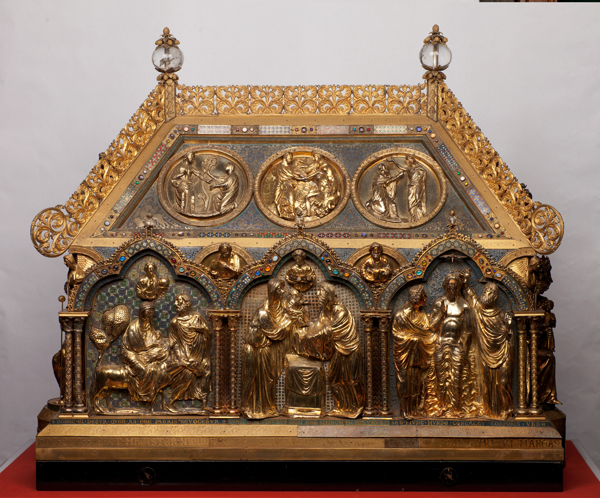
Châsse de Notre-Dame (1200-1205).

La châsse de Notre-Dame, commandée par l'évêque Étienne (1192-1203), est un reliquaire long de 126 cm, large de 70 cm et haut de 90 cm. Elle a été réalisée entre 1200 et 1205 par Nicolas de Verdun, un orfèvre de grande renommée et auteur de plusieurs réalisations exceptionnelles qui se trouvent à Vienne et à Cologne. Le « coffre en chêne est entièrement recouvert de métal rehaussé d'émaux, de vernis brun, de pierreries, de cristal de roche. [Cette châsse] constitue une anthologie presque complète de tous les procédés que les orfèvres ont exploités au Moyen Âge : technique du repoussé, de la coulée, de l'estampage, de la gravure, de la ciselure, du filigrane, du vernis brun, de l'émaillerie. » Une inscription latine au bas de la châsse indique le nom de l'orfèvre et précise que celui-ci a utilisé 109 marcs d'argent (26,677 kg) et 6 marcs d'or (1,468 kg).
Les experts supposent que le coffre contenait à l'origine des reliques de la Vierge, que l'évêque Radbod II avait promenées en procession à travers la ville pour mettre fin à l'épidémie de peste de 1092. Par la suite, la procession est devenue un rituel annuel qui persiste aujourd'hui. Les reliques, toutefois, n'y étaient plus lorsque la châsse avait été ouverte au XVIIe siècle. Peut-être ont-elles été subtilisées en 1566-1567, quand les châsses avaient été dissimulées dans une grange et envoyées à Douai afin de les protéger des Gueux.
La châsse présente une iconographie très cohérente, faite de la juxtaposition de quatorze scènes de la vie de la Vierge et de celle de Jésus : annonciation avec l'archange Gabriel, visitation de la Vierge et d'Élisabeth, nativité, adoration des mages, fuite en Égypte, présentation de Jésus au Temple, baptême par Jean-Baptiste, etc.
Avant d'être placée dans la salle du trésor, la châsse se trouvait dans la chapelle de la cathédrale dédiée à Notre-Dame-Flamande. Une équipe de Sept dormants s'enfermait la nuit dans la cathédrale afin de veiller sur ses trésors et objets liturgiques. Aux XVIIe et XVIIIe siècles av. J.-C., les Sept dormants avaient en plus un chien qui courait dans l'église durant la nuit.
La châsse, qui a subi des dommages au cours des siècles, a été restaurée en 1889-1890 : réfection des parties manquantes et remise en place des figurines dans l'ordonnance initiale, qui avait été modifiée au XVIIIe siècle.

#### Autres pièces du trésor
- Châsse de saint Éleuthère (1247) « remarquable par la finesse de son exécution, la richesse de ses filigranes, sa conception gothique[6] ».
- Châsse des Damoiseaux, due à un orfèvre de Bruges en 1571.
- Croix reliquaire de la sainte Croix, dite byzantine (VIe et IXe siècles), dont les pierreries sont somptueuses.
- Petite châsse en ivoire du VIIe siècle.
- Diptyque de Saint Nicaise (vers 800).

En 1691, 48,8 kg de pièces d'argent ont dû être fondues. En 1794, le trésor a été amputé de 124 kg d'argent, 32,7 kg de vermeil et 1,5 kg d'or.

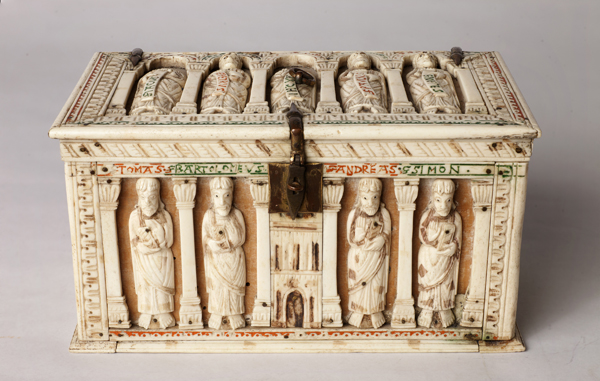
Reliquaire en ivoire (Cologne, 1150)
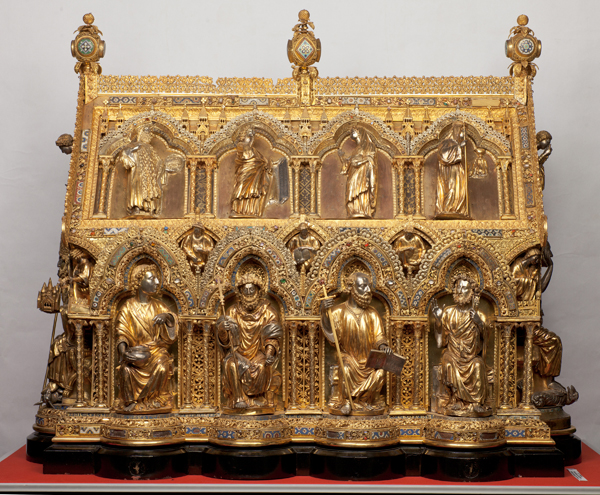
Châsse de saint Éleuthère (1247)
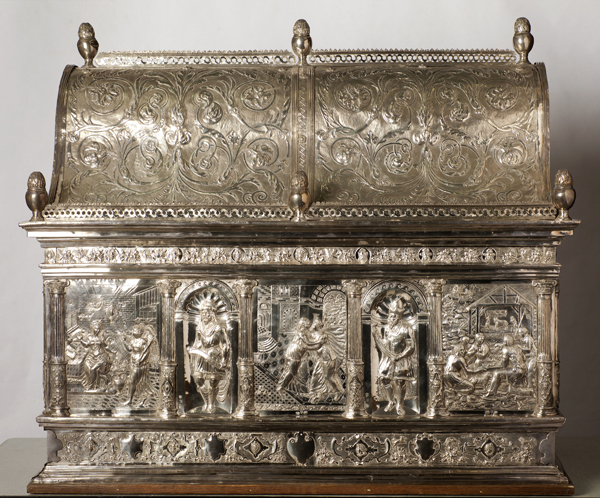
Châsse des Damoiseaux (1571)

## Musique
Jean-Marie Rousseau (Dijon, 7 février 1734 - Lille, 17 février 1784), maître de musique du chapitre canonial (maître du chœur et des enfants). Compositeur.